# María José Vargas
Maria José Vargas Barrientos née le 15 février 1996, est une coureuse cycliste costaricaine, membre de l'équipe Swapit Agolico.

## Palmarès

### Par année
- 2014
  -  Championne du Costa Rica sur route juniors
  -  Championne du Costa Rica du contre-la-montre juniors
- 2015
  - 3e du championnat du Costa Rica du contre-la-montre
- 2016
  - 2e du championnat du Costa Rica du contre-la-montre
  - 3e du championnat du Costa Rica sur route
- 2017
  -  Médaillée d'or de la course sur route des Jeux centraméricains (en)
  -  Médaillée de bronze du contre-la-montre des Jeux centraméricains
  - 2e du championnat du Costa Rica sur route
  - 3e du championnat du Costa Rica du contre-la-montre
- 2018
  -  Championne du Costa Rica sur route
  -  Championne du Costa Rica du contre-la-montre
  - 3e étape du Tour du Costa Rica
  - Grand Prix ICODER
  - 3e du Tour du Costa Rica
- 2019
  -  Championne d'Amérique centrale sur route
  -  Championne du Costa Rica du contre-la-montre
  -  Médaillée de bronze du championnat d'Amérique centrale du contre-la-montre
- 2020
  -  Médaillée d'argent du championnat d'Amérique centrale sur route
- 2021
  -  Médaillée d'argent du championnat d'Amérique centrale sur route

### Classements mondiaux
| Année                                 | 2015 | 2016 | 2017 | 2018 | 2019 | 2020 | 2021 |
| ------------------------------------- | ---- | ---- | ---- | ---- | ---- | ---- | ---- |
| Classement UCI                        | 601e | 391e | 392e | 283e | 85e  | nc   | 155e |
| UCI World Tour                        |      | nc   | nc   | 262e | nc   | nc   | nc   |
|                                       |      |      |      |      |      |      |      |
| Légende : nc = non classéSource : UCI |      |      |      |      |      |      |      |